# DB ET 170 sorozat

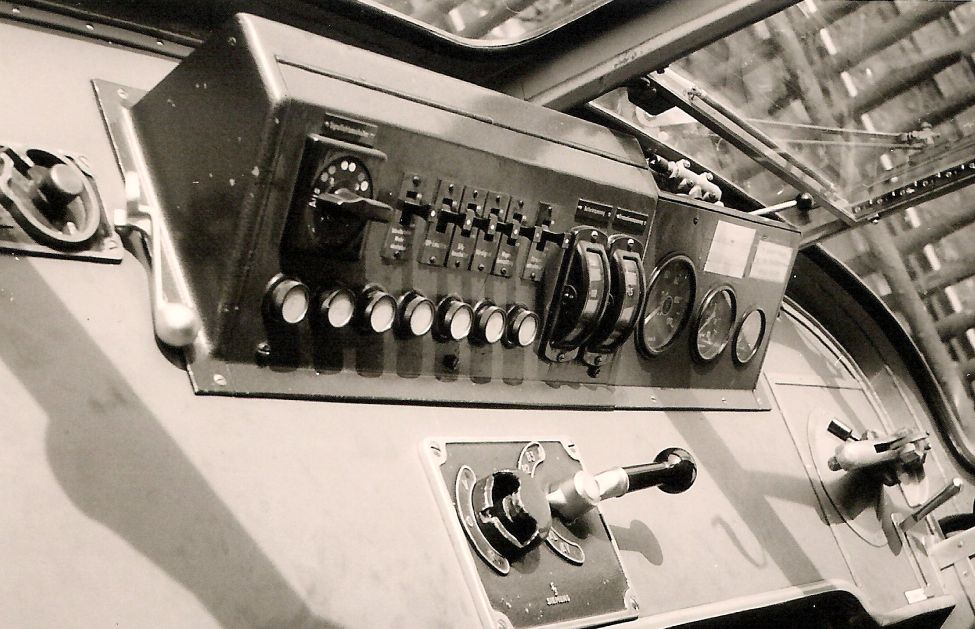
ET 170 vezetőállás

A DB ET 170 sorozat (1968 után DB 470 sorozat) egy német villamosmotorvonat-sorozat volt. A vonatokat 1959-ben, majd 1967 és 1970 között gyártotta a MAN, az O&K, a  Rathgeber, a Wegmann, a SSW és a BBC. Összesen 90 motorkocsi és 45 betétkocsi készült. A Hamburgi S-Bahn hálózaton közlekedett.